# ایوان اسکوبرف
ایوان اسکوبرف (روسی: Иван Александрович Скобрев؛ زادهٔ ۸ فوریهٔ ۱۹۸۳) اسکیت‌باز سرعت اهل روسیه است.